# Quercus cualensis
Espèce
Quercus cualensis est une espèce d'arbres du sous-genre Quercus et de la section Lobatae. L'espèce est présente au Mexique.